# Arcidiocesi di Giustiniana Prima
L'arcidiocesi di Giustiniana Prima (in latino: Archiodioecesis Iustinianensis Prima) è una sede soppressa e sede titolare della Chiesa cattolica.

## Storia
Giustiniana Prima, identificata con il sito di Caričin Grad a 7 km. a nord-ovest di Lebane in Serbia, è un'antica sede metropolitana dei Balcani.
La città di Justiniana Prima fu fondata ex novo dall'imperatore Giustiniano I nella prima metà del VI secolo d.C. nei pressi della sua città natale Tauresio, e la investì di un'autorità senza limiti nei Balcani, facendone la sede della prefettura dell'Illirico, in sostituzione di Tessalonica, ed erigendovi una sede arcivescovile con autorità primaziale su antiche province romane balcaniche dell'Illirico centro-settentrionale. Con la Novella CXXXI del 545, l'imperatore riconosceva agli arcivescovi di Giustiniana Prima il titolo di locum tenens, ossia di vicario della sede apostolica di Roma, titolo fino allora tenuto da Tessalonica.
Sono tre gli arcivescovi conosciuti di questa antica metropolia. Il primo è Catelliano, menzionato nella Novella XI di Giustiniano del 535, con la quale l'imperatore eresse la città in sede arcivescovile. Il secondo è Bennato; questi fu condannato in un sinodo dell'Illirico del 549, durante il quale i vescovi illirici avevano preso le difese dei tre capitoli e pronunciarono la deposizione del primate Bennato, che invece aveva aderito alla loro condanna. Tuttavia questa deposizione non dovette avere molto successo, perché nel concilio di Costantinopoli del 553, Bennato occupava ancora la sua sede. Infine l'arcivescovo Giovanni, eletto attorno al 591, fu in corrispondenza con papa Gregorio Magno. La sede scomparve con l'invasione degli Avari e delle altre tribù slave nel 614 circa.
Dal 1933 Giustiniana Prima è annoverata tra le sedi arcivescovili titolari della Chiesa cattolica; dal 12 novembre 1998 l'arcivescovo titolare è Jean-Claude Périsset, già nunzio apostolico.

## Cronotassi

### Arcivescovi di Justiniana Prima
- Catelliano † (menzionato nel 535)
- Bennato † (prima del 549 - dopo il 553)
- Giovanni † (circa 591[5] - dopo il 601 circa)

### Arcivescovi titolari
- Giovanni Panico † (17 ottobre 1935 - 19 marzo 1962 nominato cardinale presbitero di Santa Teresa al Corso d'Italia)
- Aurelio Sabattani † (24 giugno 1965 - 2 febbraio 1983 nominato cardinale diacono di Sant'Apollinare alle Terme Neroniane-Alessandrine)
- Edouard Gagnon † (7 luglio 1983 - 25 maggio 1985 nominato cardinale diacono di Sant'Elena fuori Porta Prenestina)
- Jean-Claude Périsset, dal 12 novembre 1998